# Manco II
Manco Inca (Cusco, 1512 – Victos di Vilcabamba, 1544) è stato un imperatore inca.
Detto anche Manco Inca Yupanqui o più semplicemente Manco II, è il capostipite della dinastia Inca di Vilcabamba che si confrontò alle armate spagnole dopo la conquista dello Stato peruviano. Dotato di uno spirito indomito, rappresentò la parte migliore della stirpe incaica cercando di resuscitare quella dignità imperiale che aveva permesso ai suoi predecessori di operare la costruzione di un apparato statuale sulla base di una precedente configurazione di etnie disperse e in perenne lotta tra di loro.
La sua azione, temuta dagli iberici che vedevano in lui il fulcro di una lotta di reconquista indigena, si scontrò con l'egoismo delle singole realtà andine, le quali non avevano compreso la reale portata dell'invasione delle loro terre e del conseguente estremo assoggettamento delle loro istituzioni alla spietata politica di conquista dei nuovi invasori, che alla fine decisero di uccidere Manco con una trappola.

## Lignaggio di Manco II
Manco Inca era figlio di Huayna Cápac e della principessa Mama Runtu e, in quanto tale, dopo la morte di Huáscar e di Tupac Huallpa, restava l'unico principe di sangue ancora vivente e diventava, perciò, il più valido pretendente al trono degli Inca. La legittimità dei suoi diritti al trono era universalmente riconosciuta, nell'ambito delle genti del Cuzco, ma non era altrettanto apprezzata dalle armate di Quito che anzi, proprio per questa sua prerogativa, avevano cercato di ucciderlo.
Chalcochima, pur prigioniero, aveva brigato per mettere sul trono un figlio di Atahuallpa, ma le sue manovre erano rimaste senza esito e, con la sua morte, erano definitivamente tramontate le speranze dei sostenitori di un principe di Quito. Quizquiz, il comandante delle superstiti armate del nord, aveva compreso, suo malgrado, di non poter imporre un candidato di Quito e, nell'intento di riunire l'impero, spossato dalla guerra civile, aveva cercato di nominare un pretendente che potesse convenire a tutti i contendenti. Aveva scelto, allo scopo, il principe Paullu Inca, figlio, lui pure, di Huayna Capac, ma la cui madre era stata solo una sposa secondaria. Paullu era sembrato una valida alternativa finché Manco era dato per morto, ma la comparsa del principe aveva rimesso in gioco i diritti di successione a tutto vantaggio di quest'ultimo.

## Incontro con gli Spagnoli
Il principe Manco incontrò per la prima volta gli Spagnoli di Francisco Pizarro sulle colline di Vilcaconga, a circa trenta chilometri dal Cuzco. Il giovane erede di Huayna Capac era accompagnato soltanto da un pugno di nobili fedeli ed era in fuga, braccato dagli uomini di Quizquiz. Vi è discordanza tra i vari cronisti circa la data del suo incontro con le armate iberiche. Sancho de la Hoz, il cronista ufficiale della spedizione, asserisce che giunse il giorno dopo l'esecuzione di Chalcochima, avvenuta il 13 novembre a Jaquijahuana, l'attuale cittadina di Anta. Gli altri cronisti, invece, dichiarano che Manco arrivò il giorno precedente e un conquistador, in particolare, Juan de Pancorvo, racconta che egli ebbe un ruolo determinante nella condanna al rogo dell'anziano condottiero di Quito.
Considerando che Sancho de la Hoz scrisse la sua cronaca contestualmente ai fatti narrati, mentre gli altri conquistadores resero le proprie testimonianze molti anni dopo, si è propensi a dare maggior credito al segretario di Pizarro, anche perché non si comprende l'utilità di una distorsione degli avvenimenti in questo frangente. In ogni caso, il principe fuggitivo collaborò con gli stranieri e fu solo perché Manco diede il suo permesso che gli Spagnoli poterono entrare nella capitale, Cuzco. Una volta lì fu eletto imperatore con un consenso generale tra le panacas, e non, come è stato erroneamente inteso fino ad oggi, nominato da Pizarro come Inca fantoccio.
Manco forniva molti motivi di interesse alle genti di Pizarro. Era un possibile sovrano legittimo e come tale poteva radunare intorno a sé tutti i sudditi dell'impero. Inoltre rappresentava la componente fedele a Huáscar e sarebbe diventato un naturale punto di riferimento per gli inca ostili a Quizquiz che, al momento, restava l'unico nemico potenziale capace di contendere il possesso del Cuzco. Il principe venne così rassicurato sulle intenzioni, al suo riguardo, dalle genti straniere, e con la promessa di una futura investitura si apprestò a favorire la loro avanzata verso la capitale occupata dagli eserciti del nord.

## Fase di collaborazione

### La conquista del Cuzco a fianco degli Spagnoli
Manco, al momento, non era in grado di radunare un esercito, ma riuscì a rendersi utile fornendo una rete di informatori che avvisarono gli Spagnoli delle intenzioni di Quizquiz. L'anziano generale aveva deciso di bruciare la capitale piuttosto che consegnarla agli invasori e gli Spagnoli mossero subito all'attacco per impedirgli di mettere in atto i suoi propositi. Quaranta cavalieri avanzarono a passo di carica, ma contrariamente alle loro supposizioni si trovarono impegnati in un combattimento talmente aspro da mettere a repentaglio la loro stessa vita.
Gli indigeni che li accompagnavano, terrorizzati dall'arrivo degli eserciti di Quito, fecero dietro-front e impacciarono i cavalieri. Molti Spagnoli vennero feriti e tre cavalli furono uccisi dalla inaspettata opposizione degli indios, che costrinsero le truppe iberiche ad una disordinata ritirata. Quizquiz avrebbe potuto approfittare di questo sbandamento, ma, guardingo com'era, sospettò che si trattasse di una tattica per attirarlo in campo aperto e fece desistere i suoi uomini dall'inseguimento. Questa volta, il consumato veterano aveva esagerato con la prudenza. Se si fosse spinto in avanti, anche il restante corpo di spedizione di Pizarro si sarebbe trovato a mal partito e avrebbe avuto gravi difficoltà a respingere l'attacco. L'accorto generale, pago del risultato, preferì, invece, ritirarsi in buon ordine e lasciò il Cuzco alla mercé degli invasori che, assieme a Manco e alla sua guardia entrarono da trionfatori nella capitale dell'impero Inca.

### Incoronazione
Il bottino ricavato dalla fusione dei metalli preziosi trovati al Cuzco si rivelò più ingente ancora di quello ottenuto dal riscatto di Atahualpa. Il valore di quello di Cajamarca fu di 697.994.930 maravedis, contro i 700.113.880 maravedis del tesoro del Cuzco. Ancora una volta, si ripeterono nella capitale imperiale le fastose cerimonie che salutavano l'avvento al trono di un nuovo imperatore, ma questa volta era chiaro per tutti che l'autorità del sovrano era solo apparente. Per chi avesse avuto dubbi in proposito venne ripetuto il giuramento di fedeltà che anche Tupac Huallpa aveva pronunciato.

### Campagne contro Quizquiz
La prima occasione, per Manco, di vendicarsi di Quizquiz, si presentò subito dopo il suo ingresso nel Cuzco. Il principe Inca non era ancora stato incoronato sovrano, ma rispose di buon grado alla richiesta di aiuto dei suoi alleati. Su richiesta di Pizarro, che voleva inseguire le truppe di Quito, 5.000 indigeni furono messi in campo, in appoggio a 50 cavalieri spagnoli, comandati da de Soto. Manco stesso, lasciato il fratello Paullu a rappresentarlo, si diresse, alla testa dei suoi uomini, sulle tracce del nemico. La spedizione non fu coronata dal successo perché gli uomini di Quizquiz si dimostrarono assai agguerriti e, bruciati i ponti sull'Apurimac, impedirono, con la forza delle armi, l'avanzata delle truppe del Cuzco costringendole a rientrare nella capitale per tema di tragiche conseguenze. L'inverno fece sospendere tutte le operazioni contro Quizquiz, malgrado si temesse che le truppe di Quito potessero approfittare dell'isolamento forzato del Cuzco per attaccare il presidio di Jauja.
Il generale di Atahualpa se ne stava, invece, tranquillamente attestato, in attesa del nemico, dietro il rifugio dei fiumi impetuosi che circondavano la capitale degli Inca. Almagro e de Soto si prepararono a partire, non appena la stagione lo avesse permesso, e Manco fece altrettanto dandosi ad arruolare gli uomini necessari. Delle voci, che mettevano in dubbio la sua lealtà, presero, però, a circolare tra gli Spagnoli e Pizarro volle vederci chiaro. Un'inchiesta ufficiale venne istituita e numerosi testimoni vennero interrogati. Alcuni indigeni furono sottoposti alla tortura, ma non venne trovato nulla di compromettente per Manco e Pizarro, ormai tranquillizzato, gli permise di proseguire i preparativi per l'imminente spedizione.
Le truppe partitono alla fine di gennaio del 1534, ma la loro marcia si arrestò dopo pochi giorni, dinnanzi alle acque tumultuose del fiume Pampas. I ponti erano stati bruciati e la corrente non poteva essere superata in nessun modo. Furono necessari venti giorni di sforzi inumani perché gli ingegneri indios riuscissero a costruire un nuovo ponte. Manco, però, non era tra quelli che attraversarono il fiume ai primi di marzo. Alcuni giorni prima, Pizarro lo aveva fatto rientrare al Cuzco e, solo alla metà di aprile i due si mossero verso Jauja.
La cittadina aveva resistito da sola all'assalto delle truppe di Quito, ma queste, ritirandosi, si erano attestate in un luogo, naturalmente protetto che avevano ulteriormente trincerato. Manco ottenne di andare all'assalto a capo di quattromila guerrieri, accompagnati da un corpo di cavalleria spagnola agli ordini di Gonzalo Pizarro e Hernando de Soto. Lo scontro fu durissimo, ma non servì a far sloggiare Quizquiz dalle sue posizioni. Solo dopo pochi giorni, l'accorto generale decise di lasciare spontaneamente la zona occupata e si diresse, con il suo esercito, alla volta di Quito. Questa volta, Manco e gli Spagnoli preferirono lasciar partire il loro temuto nemico senza infastidirlo.

## Vessazioni da parte degli Spagnoli
Il primo periodo del regno di Manco II fu caratterizzato dai suoi tentativi di ripristinare l'autorità imperiale visibilmente compromessa agli occhi dei sudditi dell'impero. Non era facile coniugare la maestà assoluta di un imperatore Inca con la presenza delle truppe iberiche che spadroneggiavano nella città. Molti dei suoi seguaci non approvavano la politica di sottomissione che sembrava seguire il giovane sovrano, ma tutti erano consci che, per il momento, ogni tentativo di rivolta sarebbe stato destinato all'insuccesso. Ciò nonostante, Manco aveva dei rivali, anche all'interno della sua stessa famiglia.
Neppure la tragedia in cui versava l'impero Inca era stata sufficiente a sopire le lotte dinastiche che si sviluppavano, invariabilmente, ad ogni morte di un sovrano. Questa volta era uno zio di Manco, di nome Pascac, che contestava la legittimità della successione, spalleggiato da alcuni nipoti. Manco aveva trovato un sostenitore in don Diego de Almagro e i suoi oppositori avevano pensato bene di appoggiarsi ai Pizarro che apparivano i rivali di quest'ultimo, ma entrambi, non avevano capito che i conquistadores non davano eccessiva importanza alle loro dispute. Francisco Pizarro aveva cercato di dirimere la controversia, ma era partito dal Cuzco senza nulla concludere.
Almagro era stato più incisivo: aveva fatto uccidere, dai suoi uomini, un fratello di Manco che minacciava di fare altrettanto con lui, ma neppure questa azione violenta aveva concluso la questione. I dispiaceri di Manco non dovevano però arrestarsi alle dispute familiari. Altre e ben più importanti problematiche erano destinate ad angariargli la vita. La partenza di Almagro dal Cuzco, alla volta del Cile, regione ancora da conquistare, aveva lasciato Manco nelle mani dei fratelli più giovani dei Pizarro, Juan e Gonzalo. I due nuovi padroni del Cuzco, giovani ed irresponsabili, non avevano alcuna considerazione per il giovane sovrano, di cui disconoscevano l'autorità e che si divertivano a tormentare.
Finché aveva avuto la possibilità di consegnare dell'oro ai nuovi dominatori della zona, Manco aveva potuto tenerli a bada, ma negli ultimi tempi le richieste dei suoi tormentatori erano aumentate e, parimenti, erano cresciute le vessazioni nei suoi confronti: Manco veniva quotidianamente ingiuriato, anche alla presenza dei suoi sudditi, i suoi averi erano depredati e le sue mogli violentate. I fratelli Pizarro e gli altri militari iberici giunsero anche a smoccolargli candele sul naso e a orinargli addosso.
Non sappiamo se Manco avesse provato, almeno in un primo momento, una sorta di gratitudine sincera verso gli Spagnoli, ma certamente, qualsivoglia sia stato il suo sentimento iniziale, la permanenza al Cuzco con i giovani Pizarro doveva trasformarlo in un odio profondo e perenne e non per loro soltanto, ma per tutta la loro razza, con solo poche eccezioni. La partenza di Almagro per il Cile lo aveva privato del solo appoggio che aveva, tantopiù che assieme al capitano spagnolo erano partiti anche Villac Umu, il capo dei sacerdoti, e Paullu, il fratellastro che lo aveva appoggiato nella disputa con i suoi oppositori familiari. Manco, però, era ormai deciso a tentare qualcosa per liberarsi della presenza di quegli stranieri ed era arrivato ad un tale livello di disperazione da essere pronto a farlo, anche a costo di mettere a repentaglio la sua stessa vita.

## Tentativi di fuga

### Prima fuga dal Cuzco senza successo
Il ritorno di Villac Umu al Cuzco fu il segnale della rivolta per Manco. Il sommo sacerdote aveva abbandonato la spedizione di Almagro e, appena tornato, aveva reso un livido resoconto dei maltrattamenti, nei confronti degli indios, di cui si erano macchiati gli Spagnoli, durante la loro marcia attraverso il Cile. Il giovane sovrano orripilato diede la sua approvazione all'inizio della ribellione e per prima cosa convocò un raduno di tutti i capi indigeni da svolgere in assoluto segreto.
La sera convenuta, Manco si eclissò dal Cuzco, portando con sé alcune delle sue mogli e i nobili più fedeli. Tradito da un servo degli spagnoli, il sovrano venne prontamente catturato da Gonzalo Pizarro e riportato al Cuzco, dove gli furono riservati maltrattamenti ancora peggiori di quelli sopportati in precedenza, giungendo i suoi aguzzini, ad incatenarlo e ad esporlo, in quella guisa, al popolo.

### Fuga definitiva
Un notevole miglioramento della condizione di Manco si ebbe con il ritorno in Perù di Hernando Pizarro. Il distinto cavaliere non aveva nessuno degli atteggiamenti sprezzanti dei suoi esaltati fratelli minori e non odiava gli Inca. Aveva mostrato dei sentimenti di amicizia per Atahuallpa ed erano in molti a credere che questi sarebbe stato lasciato in vita se Hernando fosse stato presente a Cajamarca al momento della sua condanna.
Hernando, in effetti, per prima cosa fece liberare Manco dai ferri e gli restituì la libertà, ingiungendo a tutti, suoi fratelli compresi, di riservargli la considerazione che la sua maestà imponeva. Manco fu, naturalmente, grato per queste attenzioni, ma ormai aveva preso decisioni estreme e ogni sua attività si rivolse a cercare il mezzo di riguadagnare la libertà per porsi alla testa del suo popolo. Manco aveva presto scoperto che una delle debolezze di Hernando Pizarro era l'avidità e decise di servirsene.
Incominciò col fornirgli notizie sui nascondigli di alcuni monili d'oro e quando fu certo di aver guadagnato la sua fiducia gli presentò un allettante progetto. Chiese semplicemente il permesso di recarsi nella vicina valle di Yucay con Villac Umu per la celebrazione di alcune festività, ma rese più interessante la sua richiesta promettendo di riportare una statua d'oro, a grandezza naturale, che vi era stata sepolta. L'avidità di Hernando era nota e non si smentì in questa occasione. Il 18 aprile 1536 Manco lasciò il Cuzco con la sua autorizzazione e, addirittura, con una scorta d'onore di due spagnoli e un interprete ufficiale.

## Proclamazione della guerra di indipendenza
L'incontro di Manco con i capi delle forze dell'impero avvenne a Lares, una località situata presso Calca. La dichiarazione della guerra agli invasori meritava una coreografia ufficiale e, in effetti, lo scenario in cui avvenne assunse una solennità suggestiva e maestosa. Tutti i partecipanti al raduno indossavano i variopinti costumi che, al tempo dell'impero, erano soliti portare nelle occasioni più importanti.
Manco, con indosso le insegne da Qhapaq Inca, invitò tutti i maggiorenti presenti, capi religiosi o comandanti militari che fossero, a pronunciare un giuramento solenne. Ognuno doveva impegnarsi a sacrificare la sua vita, se fosse stato necessario, per il raggiungimento dello scopo comune e questo scopo consisteva nello sterminio o nella cacciata di ogni straniero dal sacro suolo del Tahuantinsuyo. Tutti giurarono e tutti bevvero, per consacrare il proprio impegno, attingendo una tazza di chicha da due grandi giare d'oro massiccio preparate allo scopo. La guerra ad oltranza era dichiarata.

## Trionfi e sconfitte

### L'assedio del Cuzco
La prima avvisaglia del dramma che li aspettava, arrivò inaspettata per gli Spagnoli che ancora non si erano ripresi dalla scomparsa di Manco. Hernando Pizarro, irritato per l'accaduto di cui si sentiva responsabile, aveva inviato a Calca suo fratello Juan, con settanta cavalieri, per risolvere sul nascere ogni possibile ribellione. Quando gli Spagnoli si affacciarono sulla valle rimasero colpiti dal numero impressionante di indios che vi si trovavano, ma senza indugio, caricarono come loro abitudine. Non trovarono quasi resistenza e occuparono la cittadina senza colpo ferire. Gli indigeni li osservavano a distanza di sicurezza e il loro comportamento lasciava interdetti.
Fu un messaggero arrivato di gran carriera dal Cuzco a rivelare la vera portata della ribellione. La città era assediata e quello che accadeva a Calca era ormai insignificante. Cuzco era in effetti circondata, ma gli Spagnoli non ebbero difficoltà a rientrarvi. Gli indios, già in numero impressionante, stavano arrivando da ogni parte e Manco non avrebbe dato il segnale dell'attacco prima che fossero tutti riuniti. Quando l'esercito inca raggiunse la completezza, il numero dei suoi uomini era impressionante. Le cronache dell'epoca lo stimano tra i 100.000 e i 200.000 uomini in armi. Vi furono alcune scaramucce iniziali e gli indios dimostrarono di essere assai determinati, arrivando ad uccidere uno spagnolo e il suo cavallo in aperta pianura.
L'attacco generale avvenne il 6 maggio, un sabato, e fu sferrato simultaneamente da tutti i lati. La massa degli assalitori ebbe, quasi immediatamente, ragione delle barricate che gli spagnoli avevano approntato e costoro, disorientati, furono costretti a ritirarsi. Gli Inca allora diedero fuoco ai tetti di paglia delle case, nell'intento di stanarli, ed in effetti li costrinsero a concentrarsi nella piazza principale della città e in particolare all'interno di due enormi palazzi che vi si fronteggiavano: il Suntur Huasi e l'Hatun Cancha. Per sei giorni gli Inca cercarono di penetrare le difese dei due palazzi e per sei giorni gli Spagnoli riuscirono a respingerli.

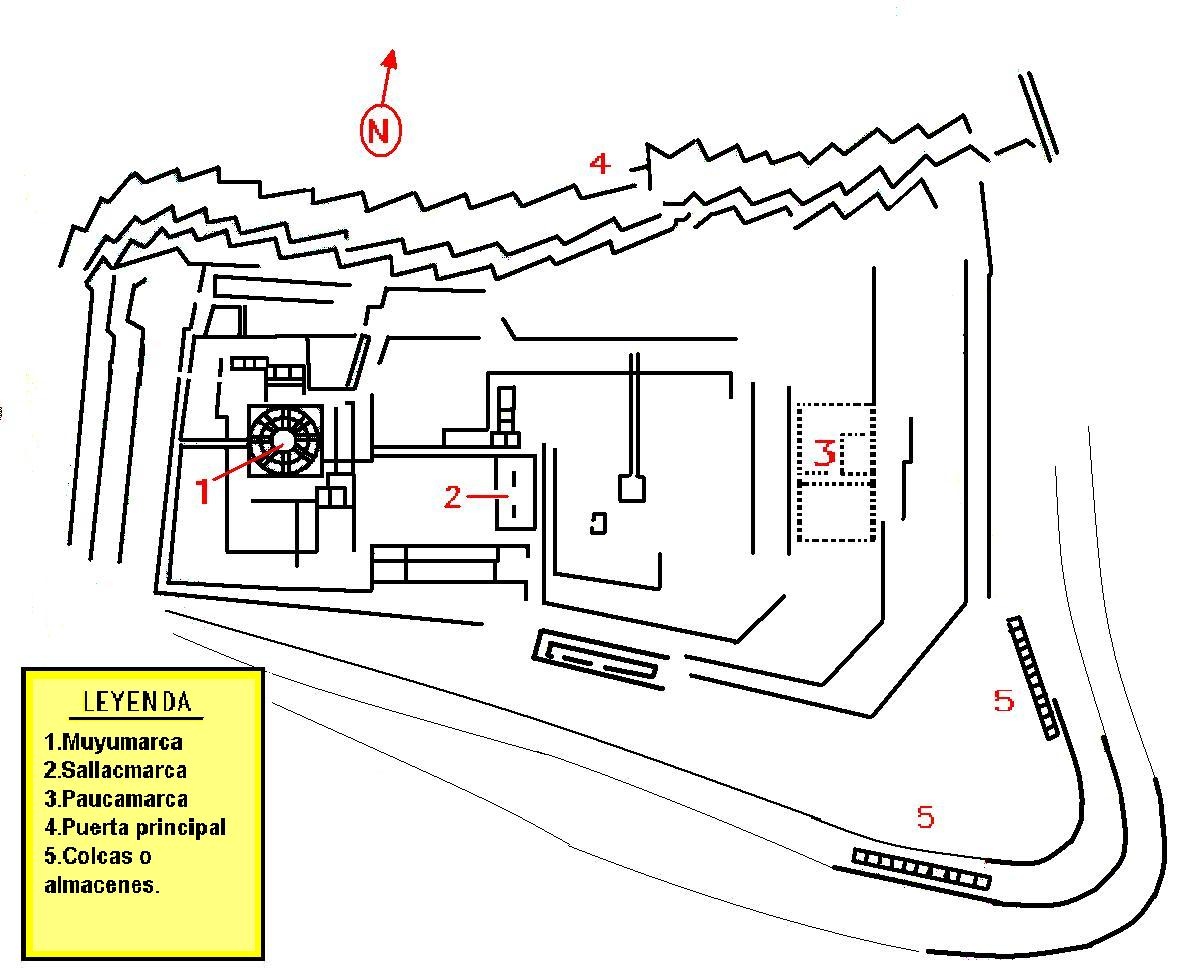
Mappa della fortezza di Sacsahuaman.

Gli ausiliari indigeni, che condividevano l'assedio con i loro padroni iberici, ebbero un'idea. Avevano notato che tutti gli attacchi giungevano dalla fortezza di Sacsahuaman, sovrastante la città, e proposero di conquistarla. La fortezza sembrava imprendibile, ma il coraggio della disperazione aiutò gli Spagnoli, che per raggiungere le mura finsero di fuggire verso Lima e poi tornarono indietro per investire il lato più indifeso.
Trovarono, però, una resistenza accanita e persero alcuni uomini, poi, in un'ultima mischia prima del tramonto, ebbero la perdita più importante: quella di Juan Pizarro che, colpito al capo da una pietra, sarebbe morto dopo alcuni giorni di sofferenza. Tra attacchi e contrattacchi, la battaglia proseguì, nei giorni seguenti, con episodi di valore da entrambe le parti.
Uno spagnolo, Hernán Sánchez di Badajoz, scalò da solo una torre issandosi su una fune penzolante all'interno, sotto il lancio di pietre dei suoi occupanti e, giunto al terrapieno, lo difese fino all'arrivo dei suoi commilitoni. Un inca, di nome Cahuide, tenne, quasi da solo, una torre attaccata da forze soverchianti infondendo coraggio ai suoi uomini, poi, quando fu chiaro che la fine era prossima, gettò le armi in faccia al nemico e si lanciò nel vuoto.
La fortezza infine cadde e la sua conquista permise agli Spagnoli di tirare il fiato. Non più bersagliati da quella posizione dominante, avrebbero potuto intraprendere, a loro volta, attacchi e sortite, riequilibrando le forze in campo. In effetti, da quel momento la guerra assunse una dimensione nuova. Le parti si fronteggiavano e si scontravano sempre in attacchi violenti, ma era chiaro per entrambi che la vittoria dell'una o dell'altra parte si sarebbe definita in un'altra zona del conflitto, probabilmente a Lima.

### L'annientamento dei contingenti spagnoli
L'assedio del Cuzco non era, in effetti, che una parte della guerra totale che gli Inca avevano scatenato contro gli invasori europei. Innanzitutto a fare le spese della rivolta erano stati i proprietari europei di encomiendas isolate che erano caduti, a decine, sotto i colpi degli indigeni. Successivamente anche i contingenti spagnoli inviati ad affrontare gli indios armati erano andati incontro ad una situazione inaspettata ed assai pericolosa. Francisco Pizarro, da Lima, appena avuta notizia della ribellione aveva pensato, ovviamente, di mandare un aiuto ai suoi fratelli assediati al Cuzco.
Cominciò con l'inviare settanta cavalieri agli ordini di un suo nipote, Diego Pizarro, poi, accortosi in ritardo dell'estensione della sollevazione, inviò a Jauja trenta soldati sotto la guida del capitano Morgovejo de Quiñones. Un terzo contingente di settanta cavalieri fu mandato, a sua volta, verso il Cuzco, ma lungo la strada mediana che per un buon tratto costeggia il litorale. Quest'ultimo contingente era comandato dal cognato di Pizarro, Gonzalo Tapia. Evitare le montagne poteva essere un buon piano, perché nulla accadde a Tapia finché si tenne nella pianura, ma appena la strada piegò verso l'interno incominciarono per lui le prime difficoltà.
Avventuratisi in una gola e passato un fiume su un solido ponte, egli ed i suoi uomini furono affrontati dagli indigeni, che dall'alto lanciavano pietre su pietre. Pensarono bene di tornare indietro, ma il ponte era stato distrutto e, ormai in trappola, non restò loro altro da fare se non cadere tutti con le armi in pugno, fino all'ultimo uomo. Morgovejo frattanto aveva raggiunto Jauja ed aveva iniziato le operazioni di rappresaglia. In un villaggio erano stati massacrati cinque spagnoli e il capitano pensò bene di bruciare vivi ventitré notabili.
Riteneva, con il suo gesto, di aver ristabilito l'autorità iberica, ma non sapeva che, proprio in quei giorni, tutto il distaccamento di Diego Pizarro era stato annientato presso il fiume Guamanga e che l'unico sopravvissuto doveva la sua vita al desiderio di Manco di interrogare un superstite. In una gola Morgovejo perse la retroguardia e riuscì a salvarsi a stento. Raggiunto un luogo pianeggiante venne circondato e poté superare lo sbarramento solo grazie ad un espediente: giunta la notte, lasciò il campo illuminato e sgattaiolò assieme ai suoi uomini fuori dallo sbarramento. Giunto all'ultimo passo montano che lo separava da Lima, che ormai significava la salvezza, Morgovejo fu nuovamente attaccato.
Alcuni dei suoi uomini si trascinarono alla sommità del passo, ma la maggior parte rimase per sempre nella gola. Tra loro vi era anche il capitano, con una gamba spezzata, che ebbe almeno la consolazione di vedere il suo servo indigeno rimanere a morire con lui, combattendo in sua difesa quando avrebbe potuto salvarsi con la fuga. Pizarro, sapute le notizie di questi disastri, ebbe finalmente chiare le dimensioni dell'insurrezione. Aveva appena inviato a Jauja venti cavalieri sotto la guida di Gonzalo de Gahete appoggiato da un fratello collaborazionista di Manco che, per l'occasione, era stato in tutta fretta nominato Qhapaq Inca.
Comprendendo di averli inviati al disastro inviò subito, di rinforzo, altri trenta cavalieri ed alcuni fanti al comando di Francisco de Godoy. Questo secondo drappello non arrivò mai a Jauja. Quando fu ad una giornata dalla cittadina incontrò due spagnoli assai malconci, di cui uno con una gamba spezzata. Era tutto quello che restava degli abitanti della città di Jauja e del contingente di Gahete. I cittadini erano stati sorpresi nel sonno e quelli che erano riusciti a scampare all'assalto erano stati trucidati successivamente nel luogo fortificato che avevano raggiunto in tutta fretta. I soldati di Gahete avevano, invece, trovato tutti la morte passando un fiume a guado. A Francisco de Godoy non restò, evidentemente, che tornare in tutta fretta a Lima guardandosi indietro per tutto il percorso.

### La battaglia di Lima
Le forze Inca destinate all'attacco di Lima erano comandate da un generale che aveva guadagnato le sue insegne presso le armate di Huayna Capac. Si trattava di Kizu Yupanqui, un importante nobile del Cuzco, zio di Manco II ed appartenente alla panaca Hatun Aytllo, fondata da Pachacútec. A lui si dovevano le strepitose vittorie sui contingenti spagnoli accorsi in aiuto degli assediati del Cuzco e il valore strategico delle sue iniziative faceva sperare che anche a Lima egli sarebbe stato in grado di padroneggiare la situazione.
In realtà la congiuntura era affatto diversa perché una cosa era vincere uno squadrone a cavallo in gole impervie, dove le cavalcature erano solo d'impiccio, e un'altra cosa era affrontare una carica in campo aperto come erano, appunto, i dintorni di Lima. Ciò malgrado, Kizu Yupanqui, per prestigio e per abilità, era l'unico in grado di affrontare Pizarro direttamente nella sua capitale. Gli Inca si presentarono di fronte a Lima con un esercito di 50.000 uomini, perfettamente equipaggiati e divisi in squadroni ordinati.
I conterranei di Manco resistettero ad una prima carica di assaggio, lanciata da Pedro de Lerma e contrattaccarono animosamente uccidendo un cavaliere e ferendo lo stesso de Lerma: la città venne completamente circondata e le poche alture prospicienti vennero occupate dagli indigeni che le fortificarono prontamente per trasformarle in basi per i loro attacchi. Gli Spagnoli erano circa 400 e potevano contare sull'aiuto di circa 5.000 ausiliari indigeni, ma avevano il vantaggio delle fortificazioni e della mobilità dei cavalli.
Ciò nonostante durante i primi giorni di guerra non riuscirono a prendere il sopravvento sugli indigeni che avevano perfettamente assimilato le tattiche necessarie per ricevere il minor danno possibile dalla cavalleria. Divisi in squadroni, gli Inca scendevano dalle alture fortificate e impegnavano il combattimento. Dopo ogni carica, un altro squadrone rilevava quello attaccato e non dava tempo di infierire sui caduti agli Spagnoli, che erano obbligati a combattere senza potersi riposare. La tattica era quanto mai efficace e, alla fine avrebbe logorato le truppe montate, riducendone la mobilità e gli effettivi, ma inaspettatamente Kusi Yupanqui decise di cambiare strategia.
Contro ogni aspettativa fece schierare l'esercito in campo aperto, in piena pianura e attese, a pié fermo, l'inevitabile carica della cavalleria. Lo stesso generale si piazzò in prima fila circondato dai suoi ufficiali e deciso a dare l'esempio. Non è facile spiegare il perché di questa manovra suicida. Dopo tanti mesi di lotte e dopo tanti successi, il generale Inca sapeva di non poter affrontare il nemico nel terreno pianeggiante senza esporsi a rischi eccessivi. Forse riteneva che gli Spagnoli fossero spaventati al punto da non poter più sfruttare il vantaggio della cavalleria, o forse riteneva che i suoi uomini avessero acquisito sufficiente dimestichezza con il nemico da contrastarlo efficacemente; probabilmente non lo sapremo mai e ci dobbiamo accontentare di esaminare i fatti accaduti.
La carica di cavalleria infranse le prime file dell'esercito Inca e lasciò sul campo Kusi Yupanqui e quaranta dei suoi ufficiali. La massa degli indios, però, non si sbandò e riguadagnò in buon ordine la relativa sicurezza delle alture fortificate continuando a rappresentare una minaccia per gli abitanti di Lima. Al mattino, quando si apprestavano a riprendere le operazioni, gli Spagnoli ebbero la gradita sorpresa di vedere alture e pianura completamente sgombre dai nemici. Durante la notte, tutto l'imponente esercito di Manco, protetto dalle tenebre, era sfilato sotto i loro occhi senza che se accorgessero. La battaglia di Lima era terminata.

## Almagro conquista il Cuzco
L'economia andina non permetteva di concepire la guerra come un evento di durata indeterminata. Il benessere delle popolazioni dipendeva dai raccolti agricoli e le coltivazioni non permettevano di tralasciare arature e semine. Manco era perfettamente consapevole di avere un tempo limitato, tuttavia riteneva di potersi concedere ancora un tentativo prima di sciogliere le sue truppe. Due eventi gli impedirono, però, di mettere in atto i suoi propositi. A Lima, Pizarro aveva costituito un nuovo distaccamento di più di 500 uomini e lo aveva affidato al capitano Alonso de Alvarado, un soldato spietato e prudente che intendeva giungere al Cuzco aprendosi la strada con il terrore tra le popolazioni insorte.
Un altro esercito si stava, però, avvicinando al Cuzco, da tutt'altra direzione. Si trattava di quello di Almagro, di ritorno dal Cile dove era andato incontro ad un completo insuccesso. L'"adelantado", come veniva chiamato il socio di Pizarro, aveva perso molti uomini, ma aveva pur sempre una forza considerevole e non era certo animato da buone intenzioni nei confronti dei Pizarro che occupavano il Cuzco. Manco fu avvicinato da Almagro tramite l'Inca Paullu che aveva accompagnato gli Spagnoli in Cile, ma diffidente come era diventato, non si risolse ad allearsi con degli Spagnoli, pur contro gli odiati Pizarro.
Tra sospetti e incomprensioni si arrivò ad uno scontro cruento tra gli Inca e gli uomini di Almagro e i seguaci di Manco furono costretti a ritirarsi. Almagro, da parte sua, sfumata la possibile alleanza con gli indigeni insorti, doveva vedersela con gli occupanti del Cuzco che, malgrado le decisioni della Corona, disconoscevano il suo buon diritto sulla città, e con l'avanzante esercito di Alvarado che era ritenuto fedele a Pizarro. Superiore per forze, l'esercito dei Cileni come ormai veniva chiamato, occupò il Cuzco con un colpo di mano e fece prigionieri i tre fratelli Pizarro, poi, con tutta calma, si preparò ad affrontare Alvarado.
Lo scontro avvenne ad Abancay, poco lontano dal Cuzco e si risolse a favore di Almagro che inviò il comandante nemico, fatto prigioniero, a fare compagnia agli altri reclusi nelle prigioni del Cuzco. Manco, a questo punto, comprese che la lotta per la conquista della sua capitale era finita e che doveva, urgentemente, trovare un rifugio sicuro, prima che gli Spagnoli si mettessero alla sua ricerca.

## Ritiro a Vilcabamba
Tra tutti i siti possibili, il luogo più favorevole venne stimato quello di Vilcabamba.
Si trattava di una località selvaggia, non troppo lontana dal Cuzco e provvista di difese naturali invalicabili. Da un lato era protetta da immensi ghiacciai, dall'altro dal fiume Urubamba, attraversato da un unico ponte facilmente difendibile. Manco scelse come rifugio il villaggio di Victos a 2.700 metri di altezza e provvide a fortificarlo adeguatamente. Per maggior cautela, un forte contingente di truppe venne, invece, dislocato sul ponte di Chuquichaca, sull'Urubamba, con il compito di smantellarlo.
Una volta garantita la sua sicurezza, Manco si occupò di ripristinare le antiche usanze della sua gente e fece edificare templi acconci per deporvi le reliquie che aveva trasportato dal Cuzco. Si trattava di un simulacro di Inti, il dio Sole, delle mummie di alcuni sovrani e della huaca di Huanacauri, la più rinomata vestigia della religione Inca.

## Guerriglia
Manco aveva appena sistemato le sue difese quando dovette affrontare l'arrivo di Orgoñez, il luogotenente di Almagro lanciato sulle sue tracce. Lo spagnolo giunse al ponte Chuquichaca prima che questo venisse completamente abbattuto e, cavalcando a spron battuto, per poco non sorprese Manco. Il sovrano riuscì a salvarsi di misura, ma dovette lasciare nelle mani dei suoi nemici tutti i suoi tesori. La triste esperienza convinse gli Inca della necessità di fissare la propria residenza in un luogo più protetto di Victos e, a questo fine, venne scelta la località detta di Vilcabamba, più vicina alla zona tropicale.
Manco non aveva, però, alcuna intenzione di limitarsi a nascondersi e la sua offensiva contro gli Europei non ebbe tregua. I suoi fedeli, nelle zone nevralgiche del Perù, infastidivano le comunicazioni degli spagnoli uccidendo quelli di loro che viaggiavano isolati e si vendicavano delle tribù indigene che si mostravano fedeli agli invasori. A Juajua, la tribù degli Huanca fu punita, addirittura, con la distruzione del santuario della loro divinità, Wari Willca, ma anche gli spagnoli furono l'obiettivo delle sue scorrerie.
A Oncoy gli Inca uccisero addirittura 24 spagnoli che davano loro la caccia e, in questa occasione, Manco caricò personalmente i soldati nemici in sella ad un cavallo bianco catturato in precedenza. Oltre a Manco, altri comandanti Inca operavano per proprio conto in diverse regioni del Perù. Nella zona di Huanuco combatteva il generale Illa Tupac, già veterano della battaglia di Lima; il sommo sacerdote Villac Umu dirigeva la rivolta sulle montagne della zona sud, sud-ovest del Cuzco e Tiso, zio di Manco, controllava la regione del Collao, intorno al lago Titicaca. Gli Spagnoli non potevano permettere che una parvenza di stato fantasma mettesse in pericolo la loro sicurezza e Pizarro, in qualità di Governatore del Perù, diede corso a svariate iniziative per catturare o uccidere il sovrano, ai suoi occhi, ribelle.
Manco poté nondimeno godere di lunghi periodi di tregua, in quanto i suoi nemici si trovarono invischiati in una serie di guerre civili tra i Pizarro ed Almagro che si concluse con la morte di quest'ultimo. Appena Pizarro poté riprendere l'offensiva, inviò suo fratello Gonzalo alla caccia di Manco con trecento cavalieri e con l'Inca collaborazionista Paullu come guida. La colonna cadde in un agguato e rischiò di essere totalmente distrutta. Quando riuscì a riguadagnare un luogo sicuro 36 spagnoli mancavano all'appello, oltre un numero imprecisato di indigeni. L'orgoglioso Gonzalo Pizarro fu costretto a chiedere rinforzi e per guadagnare tempo inviò a Manco una ambasceria composta da due fratelli del sovrano.
Non poteva avere un'idea peggiore perché Manco irato, contro quelli che considerava dei traditori, li fece immediatamente uccidere. L'interruzione delle ostilità, però, per poco non fu fatale a Manco perché un gruppo di Spagnoli riuscì a portarsi alle spalle delle sue truppe. Avvertito un attimo prima dell'attacco, Manco riuscì a sottrarsi alla cattura, ma lasciò nelle mani del nemico, la sua consorte e un fratello a lui fedele, Cusi Rimache. Francisco Pizarro pensò a questo punto di affidarsi alla diplomazia e chiese a Manco di trattare la resa.
Il momento era assai propizio per gli Spagnoli perché avevano, da poco, catturato Villac Umu e avevano convinto Tiso alla resa, sicché rimanevano in armi, contro di loro, soltanto Manco e Illa Tupac. Per la mancanza di fiducia di entrambe le parti, la trattativa non andò, però, a buon fine e Pizarro, irato, decise di vendicarsi. La moglie di Manco venne uccisa a colpi di freccia, davanti a tutta la truppa schierata e 16 maggiorenti Inca, già nelle mani degli Spagnoli vennero bruciati sul rogo. Tra di loro si trovavano Villac Uma e perfino Tiso che si era arreso nove mesi prima. L'accaduto, giudicato una delle azioni più sordide di tutta la conquista dagli stessi spagnoli, non modificò minimamente l'atteggiamento di Manco e anzi, se possibile, ne alimentò ancora la determinazione. Pizarro, dal canto suo, non sarebbe stato più in grado di combattere il suo giovane rivale: i suoi giorni, ormai, erano contati.

## Morte di Manco II
Gli Spagnoli insediati nel Perù si affrontarono tra loro in diverse guerre civili che avrebbero dimostrato la loro natura meschina e i veri sentimenti che avevano dominato le loro azioni: l'ambizione e l'avidità. Quando il periodo di questi scontri fratricidi avrebbe avuto termine, tutti i protagonisti della Conquista dell'impero degli Inca sarebbero già scomparsi per morte violenta, tranne Hernando Pizarro che avrebbe languito, per oltre venti anni, in una prigione spagnola, per aver ucciso proditoriamente Diego de Almagro. Francisco Pizarro sarebbe stato ucciso dai seguaci di Almagro; Juan Pizarro era stato ucciso nell'assedio del Cuzco e suo fratello Gonzalo, condannato per tradimento, sarebbe morto per mano del boia.
Non avrebbe fatto eccezione Martín de Alcantara, un fratello di Pizarro per parte di madre, che sarebbe caduto a fianco del fratello Francisco in occasione della sua morte. Manco naturalmente viveva le vicende delle guerre civili con estrema attenzione: dal suo rifugio nascosto, assisteva alla carneficina dei suoi nemici e non poteva che rallegrarsene. D'altro canto, però, non poteva farsi sfuggire una eventuale occasione per intervenire, qualora le circostanze lo permettessero. La sua antica inimicizia con i Pizarro lo aveva portato, naturalmente, a parteggiare per Almagro e, quando il figlio di questi aveva raccolto la sfida, la sua simpatia era andata per il giovane rampollo.
Si era però limitato a fornire asilo a quanti, sconfitti, si erano salvati con la fuga e le sue truppe non erano entrate direttamente nella contesa. In occasione dell'ultima sanguinosa battaglia che aveva opposto il giovane Almagro al viceré Vaca de Castro, aveva accolto, alla sua piccola corte diversi gentiluomini in fuga. In un primo momento anche Almagro figlio aveva cercato di guadagnare il rifugio dell'Inca, ma una sosta al Cuzco lo aveva tradito. Sette dei suoi seguaci erano invece riusciti a porsi in salvo a Victos e vi svolgevano un'esistenza dignitosa, rendendosi utili coll'insegnare agli indigeni l'uso delle armi spagnole.
È probabile che proprio il consiglio interessato di questi cavalieri "cileni" abbia contribuito a far rigettare a Manco le offerte di accordo, assai vantaggiose per lui, che Vaca de Castro gli aveva rivolto a nome della Corona. La resa di Manco avrebbe infatti significato la fine per questi spagnoli "ribelli", condannati a morte dai loro compatrioti. L'ultimo sussulto di guerra civile, quello che vide Gonzalo Pizarro fronteggiare apertamente il suo Imperatore, trovò i sette spagnoli ancora ospiti di Manco, quando arrivò la notizia che il Cuzco era rimasto completamente sguarnito di truppe, per la partenza di tutti gli uomini validi alla volta di Lima.
L'occasione era quanto mai propizia e Manco diede ordine ai suoi uomini di precipitarsi sulla capitale per occuparla se quelle informazioni fossero risultate veritiere. Con lui rimase soltanto un corpo di arcieri, le sue donne, i figli e, naturalmente, gli Spagnoli. Manco non sapeva che il messaggero che aveva portato la notizia aveva detto, in segreto, a Méndez, il capo dei rifugiati, che le autorità erano pronte a reintegrarlo nei suoi diritti se avesse ucciso il sovrano Inca. Ignaro del pericolo Manco si dette a giocare con i suoi ospiti ad un passatempo che consisteva a lanciare dei ferri di cavallo su di un piolo. Improvvisamente Diego Mendez lo trafisse alle spalle con una daga, imitato dai suoi uomini.
Manco cadde ferito e, alle grida delle donne presenti, i suoi assassini si dettero alla fuga non senza aver cercato di uccidere anche il figlioletto del sovrano, quel Titu Cusi Yupanqui a cui dobbiamo questo racconto. La guardia del corpo sopraggiunta finì, subito, uno degli assalitori e inseguì gli altri che cercavano di raggiungere i cavalli. Vistisi circondati, gli Spagnoli si rinchiusero in una capanna più robusta delle altre, ma gli indios appiccarono il fuoco alle pareti e li costrinsero ad uscire. Tutti gli Spagnoli che avevano colpito alle spalle il re inca che aveva salvato loro la vita nonché offerto rifugio ed ospitalità, andarono incontro alla morte, anche uno che, nella confusione, era riuscito ad eclissarsi in groppa ad un cavallo e che venne fermato a poca distanza. Manco sopravvisse alcuni giorni ai suoi assalitori, tre per l'esattezza: prima di morire ebbe la certezza di essere stato vendicato. La data della sua morte si colloca tra la fine del 1544 e il principio del 1545.

## Discendenza di Manco II
Manco Capac II ebbe due figli dalla moglie legittima, Sayri Tupac e Túpac Amaru. Ambedue occuparono il trono di Vilcabamba ed ambedue lasciarono un'importante discendenza. Sayri Tupac ebbe una figlia, Beatriz Clara Coya che, andata in sposa a Martin Garcia de Loyola, nipote dell'omonimo santo, avrebbe dato inizio alla dinastia dei Marchesi di Oropesa. Tupac Amaru, da parte sua ebbe tre figli, un maschio e due femmine. Dalla figlia Juana Pinco Huaco e dal suo consorte, il curaca Felipe Condorcanqui si sarebbe sviluppata una linea di discendenza che sarebbe giunta fino a José Gabriel Condorcanqui che, sotto il nome di Tupac Amaru, avrebbe animato una famosa, quanto sfortunata rivolta indigena nel XVIII secolo.
Tra i figli illegittimi di Manco Capac II solo Titu Cusi Yupanqui raggiunse la carica di Inca supremo e la notorietà. Egli fu infatti, per lunghi anni, il sovrano del regno di Vilcabamba e l'oggetto delle preoccupazioni degli Spagnoli. Battezzato e blandito perché cessasse la resistenza alle truppe iberiche, dettò le sue memorie sotto il nome cristiano di Diego de Castro. I suoi scritti sono della massima importanza per la ricostruzione della storia incaica al tempo della Conquista. Degli altri figli di Manco Capac II si conosce pressoché solo il nome. Essi furono Cupac Tupac Yupanqui, Tupac Huallpa e Mama Tupac Usca. Quest'ultima sposò uno spagnolo, Pedro de Orúe, ed ebbe una figlia di nome Catalina che, sua volta sposata con un tale, Lúis Justiniani, morì senza prole.

### Testimoni oculari
- Anonimo Relación del sitio del Cuzco y principio de las guerras civiles del Perù hasta la muerte de Diego de Almagro (1535-1539) in COL de LIBROS RAROS Y CURIOSOS (tomo XIII, Madrid 1879)- in COL.LIBR.DOC.HIST.PERU' (serie 2a, vol. X, Lima 1934). L'opera è attribuita, da alcuni, a Diego de SiIva y Guzman.
- Estete (Miguel de) Noticia del Peru (1540) In COL. LIBR. DOC. HIST. PERU (2ª serie tomo 8º, Lima 1920)
- Pizarro (Pedro)  Relación del descubrimiento y conquista de los Reynos del peru. (1571) In BIBL. AUT. ESP. (tomo CLVIII, Madrid 1968)
- Sancho de Hoz (Pedro de) Relatione di quel che nel conquisto & pacificatione di queste provincie & successo... & la prigione del cacique Atabalipa. (1534) In Ramusio EINAUDI, Torino 1988
- Titu Cusi Yupanqui Relación de la conquista del Peru y echos del Inca Manco II (1570) In ATLAS, Madrid 1988

### Altri autori spagnoli dell'epoca
- Cieza de Leon (Pedro de) Segunda parte de la crónica del Peru (1551) In COL. CRONICA DE AMERICA (Dastin V. 6º. Madrid 2000)
- Cobo (Bernabé) Historia del Nuevo Mundo (1653) In BIBL. AUT. ESP. Tomi XCI, XCII, Madrid 1956
- Garcilaso (Inca de la Vega) La conquista del Peru (1617) BUR, Milano 2001
- Gómara (Francisco López de) Historia general de las Indias (1552) In BIBL. AUT. ESP. (tomo LXII, Madrid 1946)
- Herrera y Tordesillas (Antonio de) Historia general... (1601 - 1615) In COL. Classicos Tavera (su CD)
- Murúa (Fray Martín de)	Historia general del Peru (1613) In COLL. CRONICA DE AMERICA Dastin V. 20º. Madrid 2001)
- Poma de Ayala (Felipe Guaman)	Nueva coronica y buen gobierno (1584 - 1614) In COL. CRONICA DE AMERICA (Historia 16. V. 29º, 29b, 29c. Madrid 1987)
- Zárate (Agustín de) Historia del descubrimiento y conquista de la provincia del Peru (1555) In BIBL. AUT. ESP. (tomo XXVI, Madrid 1947)